# Dan Gheorghiu
Dan Gheorghiu foi um esgrimista romeno. Ele competiu em três eventos nos jogos Olímpicos de Verão de 1928.